# Laserinducerad fluorescens
Laserinducerad fluorescens (LIF) är en spektroskopisk metod främst använd för att mäta koncentrationer av få-atomiga föreningar.
Den valda föreningen exciteras med hjälp av en laser. Ofta väljs den våglängd för vilken tvärsnittet är som störst. Efter en tid, vanligen i storleksordningen mikrosekunder, kommer atomen att deexcitera och utsända ljus. Detta ljus, fluorescensen, mäts.
Det förekommer två olika former av LIF, dels LIF-spektra, dels excitationsscan. LIF-spektra tas som ovan med en fixerad våglängd på lasern. Det fluorescerande ljuset analyseras sedan med avseende på våglängd. Excitationsscan genomförs istället genom att laserns våglängd justeras så att den skannar över ett intervall, däremot samlas nu allt ljus upp, oberoende av våglängd.
Fördelen gentemot absorptionsspektra är att det med LIF är möjligt att ta två- och tredimensionella bilder eftersom fluorescensen sker i alla riktningar. Det är också möjligt att skilja mellan fler ämnen eftersom man i fluorescensspektroskopiska metoder som LIF kan ändra dels den våglängd som föreningen exciteras med, dels den våglängd där man mäter fluorescensen.
Tekniken begränsas av fluorescensutsläckning, vilket är ett samlingsnamn för olika former av deexcitation som inte leder till att ljus sänds ut. En orsak till detta kan vara kollisioner mellan olika atomer. Då utsläckningens omfattning beror av en mängd faktorer som tryck och temperatur är det svårt att få fram absoluta värden på koncentrationerna.  